# Wawadadakwa
Wawadadakwa was van 1997 tot 2006 een Belgische band, die exotische feest- en dansmuziek maakte. De band maakte dansbare nummers met absurde titels en teksten als Koken met Rachida, Broodje Préparé (beide 2000), Verse Koffie, Elke Morgen ('02) en Hete Hettie ('05). 

## Geschiedenis
De groep werd opgericht in de schoot van de Jazz Studio te Antwerpen in de zomer van 1997 als rhythm-kwartet. De groep bestond in deze periode uit Winok Seresia, Steven Van Gool, Stefaan Blancke en Kobe Proesmans. In deze periode ondernam de groep een muziekstudiereis naar Cuba. Vervolgens werd Simon Pleysier binnengehaald als gitarist voor hun debuutalbum Voor Mama (2000). 
Vervolgens toerde de groep in België, Nederland, Spanje en Italië. In 2001 volgde hun tweede album ABCD, live opgenomen in de Ancienne Belgique. In 2002 waagde de band zich aan kindertheater, van deze periode getuigt het mini-album Wawakristalla en legt de basis van Winok Serasia's nieuwe project Kapitein Winokio. In 2002 volgden tournees in onder meer Spanje en Moskou. In 2003 kondigt Kobe Proesmans zijn vertrek uit de groep aan. Hij werd vervangen door Babs Jobo, later kwam ook Wouter De Belder bij de groep.
In 2006 kondigde de groep de split aan. In 2009 kwam de groep eenmalig opnieuw samen voor het duet Er Was een Vogeltje dat niet meer kon kakken met Guy Mortier, dat verscheen op het Kapitein Winokio-compilatiealbum Berengoed.

## Samenstelling
- Winok Seresia (drum, trompet)
- Kobe Proesmans (percussie)
- Steven Van Gool (bas)
- Stefaan Blancke (trombone, sax)
- Babs Jobo (percussie)
- Wouter De Belder (viool, keyboard)
- Simon Pleysier (gitaar)
- Pieter Nys (Geluid)

## Discografie

### Albums
- Voor Mama (2000)[3]
- ABCD (2001)
- Pop'lied (2002)
- W.A.F. (2005)[4][5]

### Singles
- Emilio (1999)
- Ayama Zira (2000)
- Fiësta (2005)